# Höhndorf
Höhndorf – gmina w Niemczech, w kraju związkowym Szlezwik-Holsztyn, w powiecie Plön, wchodzi w skład urzędu Probstei. W skład gminy wchodzi też Gödersdorf.